# Лос-Анджелес Гэлакси
«Лос-А́нджелес Гэ́лакси» (англ. Los Angeles Galaxy) — американский профессиональный футбольный клуб из города Лос-Анджелес, штат Калифорния, выступающий в MLS, высшей футбольной лиге США и Канады. Является одним из десяти клубов, которые основали лигу в 1996 году. Шестикратный чемпион MLS. Победитель Кубка чемпионов КОНКАКАФ 2000 года, один из трёх клубов MLS, сумевших завоевать этот титул. «Гэлакси» являются одним из наиболее титулованных клубов в лиге.

## История

### Ранние годы (1996–2001)
«Лос-Анджелес Гэлакси» – один из 10 клубов-основателей лиги Major League Soccer. Команда получила своё название благодаря компании Nike и называется так в честь Голливуда, который всемирно известен, как дом «звёзд» киноиндустрии. Клуб начал выступление в первом сезоне новой лиги в 1996 году.
В первом сезоне «Гэлакси» заняли первое место в Западной конференции и приняли участие в первом финале Кубка MLS, уступив «Ди Си Юнайтед». В 1997 году команда начала сезон с 7 поражений в 8 матчах, но в оставшейся части сезона выиграла 15 из 24 матчей и вышла в плей-офф. В том сезоне клуб занял второе место в своей конференции, уступив первое место «Даллас Бёрн». В 1998 году «Гэлакси» стали лучшей командой регулярного сезона и выиграли Supporters’ Shield. В полуфинале Западной конференции клуб из Лос-Анджелеса обыграл «Даллас Бёрн» со счетом 9-3 в сумме двух матчей, но уступил в финале конференции «Чикаго Файр» со счётом 2:1.
В сезоне 1999 года «Лос-Анджелес Гэлакси» вновь оказался первым в Западной конференции, но, как и в 1996 году, уступил в финале Кубка MLS «Ди Си Юнайтед». В сезоне 2000 клуб в очередной раз уступил в плей-офф, в этот раз проиграв клубу «Канзас-Сити Уизардс» в дополнительное время. В том же году «Гэлакси» выиграли свой первый значимый трофей, Кубок чемпионов КОНКАКАФ, став второй командой из США, обладающей данным трофеем.
«Лос-Анджелес Гэлакси» провёл очередной успешный сезон в 2001 году, запомнившийся победой в Открытом кубке и очередным первым местом в Западной конференции. Несмотря на это, «Лос-Анджелес» уступил другому калифорнийскому клубу, «Сан-Хосе Эртквейкс», в финале кубка MLS. Таким образом, «Гэлакси» потерпели 3 поражения в финале за 6 сезонов существования турнира. Команда также должна была принять участие в клубном чемпионате мира того года, но турнир был отменён.

### Первый кубок MLS (2002–2006)
В 2002 году «Гэлакси» с четвёртой попытки выиграли свой первый кубок MLS, обыграв в финале «Нью-Инглэнд Революшн» со счётом 1:0. В сезоне 2003 «Гэлакси» провели больше матчей в гостях в связи со строительством нового стадиона и закончили регулярный сезон лишь на четвёртом месте. Уже в следующем сезоне команда снова провела успешный регулярный сезон и дошла до финала кубка MLS, где уступила «Канзас-Сити Уизардс» со счётом 0:2.
В 2005 году «Лос-Анджелес Гэлакси» подписал контракт с Лэндоном Донованом, прежде выступавшим за «Сан-Хосе Эртквейкс». Команда выиграла Открытый кубок и в очередной раз вышла в плей-офф кубка MLS, став единственной командой, выступавшей в плей-офф в каждом из 10 сезонов MLS. «Гэлакси» дошли до финала, где в дополнительное время обыграли «Нью-Инглэнд Революшн» со счётом 1:0.
Сезон 2006 года начался с неожиданной смерти генерального менеджера Дага Хэмилтона 16 марта, у которого случился инфаркт миокарда во время обратного рейса команды из Коста-Рики, где «Гэлакси» провели матч Кубка чемпионов КОНКАКАФ. Команда закончила сезон на пятом месте Западной конференции, впервые в истории не квалифицировавшись в плей-офф кубка MLS. «Лос-Анджелес Гэлакси» также дошёл до финала Открытого кубка, в котором уступил «Чикаго Файр» 3:1.

### Эра Дэвида Бекхэма (2007–2012)
В марте 2007 года компания Herbalife подписала пятилетний спонсорский контракт с клубом с годовыми выплатами 4–5 миллионов долларов. 4 месяца спустя «Лос-Анджелес Гэлакси» подписал контракт с игроком клуба «Реал Мадрид» Дэвидом Бекхэмом. Бекхэм дебютировал за «Гэлакси» в товарищеском матче против «Челси», выйдя на замену на 78‑й минуте матча. В тот день матч посетили 35 000 человек, в том числе некоторые знаменитости. В суперлиге того сезона «Гэлакси» дошли до финала, но уступили мексиканской «Пачуке» в серии послематчевых пенальти. В MLS команда не смогла квалифицироваться в плей‑офф. По окончании сезона Коби Джонс, выступавший за клуб с первого сезона MLS, объявил о завершении карьеры и присоединился к команде в качестве ассистента главного тренера. «Сан-Хосе Эртквейкс» отдал «Гэлакси» право выбора в 3‑м раунде драфта в обмен на главного тренера Фрэнка Йеллопа. Его заменил Рууд Гуллит, который стал самым высокооплачиваемым тренером MLS. «Гэлакси» провели предсезонный тур в Австралии и Новой Зеландии и установили рекорды по посещаемости в обеих странах. Так, на матче против «Сиднея» на стадионе «Австралия» присутствовали 80 295 зрителей.
В сезоне 2008 года «Лос-Анджелес Гэлакси» провёл серию из семи матчей без побед, опустившись с первого места Западной конференции на места вне зоны квалификации в плей‑офф. Рууд Гуллит был уволен, и на смену ему пришёл Брюс Арена, которому не удалось поднять команду в зону плей-офф. Таким образом, «Гэлакси» провели третий сезон подряд без плей-офф кубка MLS.
Зимой 2009 года капитан команды Дэвид Бекхэм и вице-капитан Лэндон Донован перешли в аренду в европейские клубы до начала нового сезона MLS. Бекхэм перешёл в итальянский «Милан», а Донован в немецкую «Баварию». Донован хотел перейти в «Баварию» на постоянной основе, но ему не был предложен контракт, и он вернулся в США к началу сезона 2009. Бекхэм планировал вернуться к началу сезона MLS, но позднее решил остаться в «Милане» в надежде, что хорошие выступления за итальянскую команду помогут ему получить вызов в сборную Англии на чемпионат мира. «Милан» сделал трансферное предложение, но оно было отклонено. За 1 день до окончания срока аренды «Милан» и «Гэлакси» договорились о продлении аренды до конца сезона в Италии. В книге «Эксперимент Бекхэма» американского спортивного журналиста Гранта Уола Лэндон Донован открыто раскритиковал Бекхэма за его отношение к команде и MLS. Бекхэм и Донован помирились после возвращения англичанина в США.
«Лос-Анджелес Гэлакси» закончил сезон 2009 года на первом месте в Западной конференции и на втором в Supporter's Shield. На пути к финалу кубка MLS клуб обыграл «Чивас США» в четвертьфинале с общим счётом 3:2 и «Хьюстон Динамо» в полуфинале в овертайме со счётом 2:0. В основное время финального матча против «Реал Солт-Лейк» сыграли вничью 1:1, но проиграли в серии пенальти 5:4. Благодаря выходу в финал «Гэлакси» получили право на участие в Лиге чемпионов 2010/11.
После успешного сезона Бекхэм и Донован зимой вновь перешли на правах аренды в европейские клубы. Донован перешёл в «Эвертон», а Бекхэм вернулся в «Милан», где получил травму ахиллова сухожилия, из-за которой пропустил чемпионат мира 2010 и большую часть сезона 2010 в составе «Гэлакси».
В сезоне 2010 «Гэлакси» продолжили успешные выступления и выиграли Supporters' Shield. В кубке MLS команда остановилась в шаге от финала, уступив «Далласу» в финале Западной конференции.
В сезоне 2011 года в «Лос-Анджелес Гэлакси» перешёл рекордсмен по голам за сборную Ирландии Робби Кин. Клуб выиграл свой четвёртый трофей Supporters' Shield и третий кубок MLS, обыграв в финале «Хьюстон Динамо» со счётом 1:0. Это первый кубок MLS, который «Лос-Анджелес» выиграл в основное время, победы в 2002 и в 2005 годах были в дополнительное время.
В январе 2012 года Дэвид Бекхэм подписал новый контракт с «Лос-Анджелес Гэлакси». Несмотря на это, в ноябре Бекхэм объявил, что покинет команду по окончании сезона. 1 декабря 2012 года «Гэлакси» выиграли второй подряд кубок MLS, снова обыграв в финале «Хьюстон Динамо».
В январе 2013 года Дэвид Бекхэм перешёл в «Пари Сен-Жермен».

## Символика клуба

### Название
В момент создания MLS компания Nike являлась поставщиком экипировки пяти оригинальных команд лиги («Лос-Анджелес Гэлакси», «Сан-Хосе Клэш», «Тампа-Бэй Мьютини», «Даллас Бёрн», «Нью-Йорк/Нью-Джерси Метростарз»). Она же разработала концепты и названия этих команд, в частности «Гэлакси» (англ. galaxy, «галактика»). «Гэлакси» — единственный ныне действующий клуб, который оставил оригинальное название с тех пор. Название «галактика» стало производным от «галактики кинозвёзд», которыми славятся Голливуд и Лос-Анджелес.

### Цвета
Официальные цвета клуба — белый, тёмно-синий и золотой. Новые цвета и эмблема стали частью ребрендинга клуба в 2007 году после прихода Дэвида Бекхэма. До этого клуб выступал в форме различных цветов, наиболее частыми из которых были золотой и сине-зелёный, нередко с добавлением теперь уже традиционной диагональной полосы на груди. 

### Эмблема
Оригинальная эмблема клуба использовалась с 1996 по 2007 год. Она представляла собой стилизованное изображение «вихря» золотого цвета с чёрной каймой и надписью «Galaxy» сине-зелёными буквами в центре. Современная эмблема клуба выполнена в форме щита, внутри которого нанесено стилистическое изображение квазара, а под ним находится надпись «LA» — популярное сокращение названия города Лос-Анджелес, а ближе к нижней части логотипа располагается ещё одна надпись — «Galaxy».

### Форма

#### Домашняя
| 1996—1997 | 1997—1998 | 1998—2000 | 2000—2003 | 2003—2005 | 2005—2006  | 2006—2007 | 2007—2008 | 2008—2010 | 2010—2012 | 2012—2014 |
| 2014—2016 | 2016—2018 | 2018—2020 | 2020—2022 | 2022—2024 | 2024—н. в. |           |           |           |           |           |

#### Гостевая
| 1996—1997 | 1997—1999 | 1999—2000 | 2000—2003 | 2003—2005 | 2005—2006  | 2006—2007 | 2007—2009 | 2009—2011 | 2011—2013 | 2013—2015 |
| 2015—2017 | 2017—2019 | 2019—2021 | 2021—2023 | 2023—2025 | 2025—н. в. |           |           |           |           |           |

#### Резервная
| 1996—1997 | 1997—1999 | 2011—2013 | 2013—2015 | 2024—н. в. |

Источники:,

### Экипировка
| Период     | Производитель | Период     | Титульный спонсор | Период     | Рукавный спонсор |
| ---------- | ------------- | ---------- | ----------------- | ---------- | ---------------- |
| 1996—2006  | Nike          | 2007—н. в. | Herbalife         | 2021—2023  | Honey Herbalife  |
| 2006—н. в. | Adidas        | 2007—н. в. | Herbalife         | 2021—2023  | Honey Herbalife  |
| 2006—н. в. | Adidas        | 2007—н. в. | Herbalife         | 2023—н. в. | Apple TV+        |
| 2006—н. в. | Adidas        | 2007—н. в. | Herbalife         | 2025—н. в. | RBC              |

## Доходы и прибыль
«Гэлакси» впервые принёс прибыль в 2003 году, став первой командой MLS с положительным сальдо. После того, как команда переехала на новый «Хоум Дипо Сентер», увеличилась посещаемость матчей, удвоились доходы от спонсоров, от паркинга и концессий. В докладе «Forbes» за 2013 год «Гэлакси» занял второе место в MLS с точки зрения годового дохода ($ 44 млн) и стоимости франшизы ($ 170 млн). За год «Лос-Анджелес Гэлакси» получил доход от спонсоров в $ 14 млн, а от реализации прав на телетрансляции — $ 5 млн; больше, чем любая другая команда MLS. По данным «SportsBusiness Daily» на 2013 год, «Лос-Анджелес Гэлакси» имеют самый высокий годовой доход в MLS, третий наибольший доход в КОНКАКАФ и седьмой во всей Америке.

## Стадион
До 2003 года «Лос-Анджелес Гэлакси» выступал на стадионе «Роуз Боул», а сейчас домашней ареной команды является «Дигнити Хелс Спортс Парк», расположенный в городе Карсон, южном пригороде Лос-Анджелеса.

## Текущий состав
| 1  | Сербия                    | Вр  | Новак Мичович        | 2001 |  |  |  |  |  |
| 12 | Флаг США                  | Вр  | Джей Ти Марсинковски | 1997 |  |  |  |  |  |
| 31 | Соединённые Штаты Америки | Вр  | Брейди Скотт         | 1999 |  |  |  |  |  |
| 77 | Соединённые Штаты Америки | Вр  | Джон Маккарти        | 1992 |  |  |  |  |  |
|    |                           |     |                      |      |  |  |  |  |  |
| 2  | Япония                    | Защ | Мики Яманэ           | 1993 |  |  |  |  |  |
| 3  | Аргентина                 | Защ | Хулиан Ауде          | 2003 |  |  |  |  |  |
| 4  | Япония                    | Защ | Мая Ёсида (капитан)  | 1988 |  |  |  |  |  |
| 5  | Дания                     | Защ | Матиас Йёргенсен     | 1990 |  |  |  |  |  |
| 14 | Соединённые Штаты Америки | Защ | Джон Нельсон         | 1998 |  |  |  |  |  |
| 15 | Сальвадор                 | Защ | Эрик Завалета        | 1992 |  |  |  |  |  |
| 19 | Соединённые Штаты Америки | Защ | Маурисио Куэвас      | 2003 |  |  |  |  |  |
| 25 | Колумбия                  | Защ | Эмиро Гарсес         | 2001 |  |  |  |  |  |
| 26 | Соединённые Штаты Америки | Защ | Харбор Миллер        | 2007 |  |  |  |  |  |
|    |                           |     |                      |      |  |  |  |  |  |
| 6  | Соединённые Штаты Америки | ПЗ  | Эдуин Серрильо       | 2000 |  |  |  |  |  |
| 7  | Уругвай                   | ПЗ  | Диего Фагундес       | 1995 |  |  |  |  |  |

| 8  | Уругвай                   | ПЗ  | Лукас Санабрия                            | 2003 |  |  |  |  |  |
| 10 | Испания                   | ПЗ  | Рики Пуч                                  | 1999 |  |  |  |  |  |
| 16 | Соединённые Штаты Америки | ПЗ  | Айзея Паренте                             | 2000 |  |  |  |  |  |
| 18 | Германия                  | ПЗ  | Марко Ройс                                | 1989 |  |  |  |  |  |
| 22 | Соединённые Штаты Америки | ПЗ  | Элайджа Уайндер                           | 2002 |  |  |  |  |  |
| 30 | Коста-Рика                | ПЗ  | Джино Виви                                | 2000 |  |  |  |  |  |
| 65 | Соединённые Штаты Америки | ПЗ  | Томми Масто                               | 2003 |  |  |  |  |  |
|    |                           |     |                                           |      |  |  |  |  |  |
| 9  | Бразилия                  | Нап | Матеус Насименту (в аренде из «Ботафого») | 2004 |  |  |  |  |  |
| 11 | Бразилия                  | Нап | Габриэл Пек                               | 2001 |  |  |  |  |  |
| 17 | Соединённые Штаты Америки | Нап | Кристиан Рамирес                          | 1991 |  |  |  |  |  |
| 21 | Соединённые Штаты Америки | Нап | Такер Лепли                               | 2002 |  |  |  |  |  |
| 24 | Соединённые Штаты Америки | Нап | Рубен Рамос                               | 2007 |  |  |  |  |  |
| 27 | Испания                   | Нап | Мигель Берри                              | 1997 |  |  |  |  |  |
| 28 | Гана                      | Нап | Джозеф Пэйнтсил                           | 1998 |  |  |  |  |  |
| 61 | Соединённые Штаты Америки | Нап | Шон Карани                                | 2000 |  |  |  |  |  |

### Игроки в аренде
| \| № \| \| Поз. \| Имя \| Год рождения \| \| -- \| \| ---- \| --------------------------------------------- \| ------------ \| \| 51 \| \| Защ \| Ассель Эссенге (в аренде в «Финикс Райзинге») \| 2003 \| \| — \| \| ПЗ \| Джонатан Перес (в аренде в «Нэшвилле») \| 2003 \| |         |      |                                               |              |
| № |         | Поз. | Имя                                           | Год рождения |
| 51 | Камерун | Защ  | Ассель Эссенге (в аренде в «Финикс Райзинге») | 2003         |
| — | Мексика | ПЗ   | Джонатан Перес (в аренде в «Нэшвилле»)        | 2003         |

## Руководство клуба
- Грег Ванни — главный тренер
- Дэн Каличман — ассистент главного тренера
- Ник Теслоф — ассистент главного тренера
- Джейсон Бент — ассистент главного тренера
- Кевин Хартман — тренер вратарей
- Сесар Рольдан — тренер-терапевт
- Джован Кировски — технический директор
- Майк Муньос — директор по развитию
- Крис Клейн — президент
- Филип Аншуц — владелец клуба
- Хуан Карлос Ортега — глава молодёжного департамента

## Список тренеров
- Лотар Озиандер (1996—1997)
- Октавио Самбрано (10 июня 1997 — 23 апреля 1999)
- Зиги Шмид (23 апреля 1999[40] — 16 августа 2004[41], 27 июля 2017[42] — 10 сентября 2018[43])
- Стив Сэмпсон (18 августа 2004[44] — 6 июня 2006[45])
- Фрэнк Йеллоп (7 июня 2006[46] — 5 ноября 2007[47])
- Рууд Гуллит (9 ноября 2007[48] — 11 августа 2008[49])
- Коби Джонс (11—18 августа 2008, и. о.)
- Брюс Арена (18 августа 2008[50] — 22 ноября 2016[51])
- Кёрт Оналфо (13 декабря 2016[52] — 27 июля 2017)
- Доминик Киннир (10 сентября 2018 — 28 декабря 2018, и. о.; 29 октября 2020 — 8 ноября 2020, и. о.)
- Гильермо Баррос Скелотто (2 января 2019[53] — 29 октября 2020[54])
- Грег Ванни (5 января 2021[55] — н. в.)

## Достижения
- Обладатель Кубка MLS (6, рекорд): 2002, 2005, 2011, 2012, 2014, 2024
  - Финалист Кубка MLS (4): 1996, 1999, 2001, 2009
- Обладатель Supporters’ Shield (4): 1998, 2002, 2010, 2011
- Победитель Открытого кубка США (2): 2001, 2005
- Обладатель Кубка чемпионов КОНКАКАФ (1):  2000
  - Финалист Кубка чемпионов КОНКАКАФ (1):  1997
- Финалист Североамериканской суперлиги (1):  2007